# Anatole Boucherie
Pour les articles homonymes, voir Boucherie (homonymie).
Anatole Boucherie né Anatole Henri François Joseph Boucherie (Challignac, Charente, 29 mars 1831 - Montpellier, 3 avril 1883) est un linguiste et philologue français.

## Biographie
Anatole Boucherie est le fils de Henri Boucherie docteur en médecine et le petit-fils (côté maternel) de Guillaume Joseph Grégoire Sénemaud, avocat en parlement, Contrôleur général des fermes du Roi. Son frère Adhémar Boucherie (1832-1903) a mené une carrière d'officier. De formation autodidacte, Anatole a d'abord enseigné la grammaire à La Rochelle et à Angoulême avant d'être nommé à Montpellier en 1864. Son intérêt pour la philologie s'est concrétisé l'année suivante par la publication d'une étude sur le saintongeais. Avec les occitans Charles de Tourtoulon, Camille Chabaneau, Achille Montèl et le catalan François Cambouliu, il a créé le 12 avril 1869 la Société des Langues Romanes dont il a été le secrétaire. Il a travaillé comme maitre de conférence a l'Université de Montpellier dès 1878 mais sa santé fragile l'empêchait d'assumer un enseignement normal. En hommage à sa personne, Alexandre Langlade lui dédie un poème et la Société des Langues Romanes a créé un Prix Boucherie.
Il a été élu à l'Académie des sciences et lettres de Montpellier en 1873.

## Œuvres
Liste des œuvres :
- Boucherie, A., Le roman de Galerent, comte de Bretagne : par le trouvère Renaut, Montpellier, Félix Seguin, 1888, 250 p. (lire en ligne)
- Vitae sanctae Euphrosynae secundum textum graecum primaerum, nunc primum edita opera et studio Anatolii Boucherie... (1883) avec Anatole Boucherie (1831-1883) comme Éditeur scientifique
- Additions au Dictionnaire de Littré (lexicologie botanique) d'après le «de Compositione medicamentorum» de Bernard Dessen (1556) (1881)
- La Langue et la littérature françaises au moyen âge, réponse à M. Brunetière, par A. Boucherie (1881)
- La Langue et la littérature françaises au moyen âge et la "Revue des deux mondes", conférence faite à la Faculté des lettres de Montpellier, le 24 décembre 1879, par A. Boucherie (1880)
- Note additionnelle sur les @ et la @ de Julius Pollux (Notices et extraits des manuscrits de la Bibliothèque nationale et autres bibliothèques. T. XXIII, 2e partie) (1879)
- Diminutifs et augmentatifs (1879)
- Faculté des lettres de Montpellier. L'Enseignement de la philosophie romane en France, leçon d'ouverture du 3 septembre 1879 prononcée par A. Boucherie (1878)
- Boucherie, A., Une Nouvelle Révision des poëmes de Clermont, Paris, Maisonneuve et Cie, 1876, 15 p. (lire en ligne)
- Boucherie A., « Une colonie limousine en Saintonge (Saint-Eutrope) », Revue des langues romanes,‎ 1876, p. 261-273 (lire en ligne, consulté le 27 avril 2021).
- Mélanges latins et bas-latins (avec un facsimile.) (1875)
- Fragment d'un commentaire sur Virgile (1875)
- Petit Traité de médecine en langue vulgaire (1875)
- Boucherie, A., Étymologies françaises et patoises, Montpellier, Société pour l'étude des langues romanes, 1874, 46 p. (lire en ligne)
- Formules de conjuration antérieures au IXe siècle (1873)
- Le Dialecte poitevin au XIIIe siècle (1873)
- Le Palimpseste de Montpellier, Manuscrit 141 (VIIIe – IXe siècle) de la bibliothèque de l'École de médecine de Montpellier (1872)
- Boucherie, A., Un almanach au Xe siècle, Montpellier, Société pour l'étude des langues romanes, 1872, 15 p. (lire en ligne)
- La Vie Sainte Euphroxine, texte romano-latin du VIIIe – IXe siècle (1872)
- Fragment d'une anthologie picarde (XIIIe siècle) (1872)
- Boucherie, A., Fragment d'une anthologie picarde (XIIIe siècle), Montpellier, Félix Seguin, 1872, 40 p. (lire en ligne)
- La Passion du Christ, poème écrit en dialecte franco-vénitien, du XIVe siècle (1870)
- Boucherie, « Quelques observations nouvelles sur la prononciation du grec et du latin aux IXe et XIIe siècles », Comptes rendus des séances de l'Académie des Inscriptions et Belles-Lettres, no 12,‎ 1868, p. 282-285 (lire en ligne, consulté le 21 avril 2021).
- Boucherie, « Étude sur les Hermèneumata du Ms. 306 de la bibliothèque de l'École de Médecine de Montpellier (partie 1) », Comptes rendus des séances de l'Académie des Inscriptions et Belles-Lettres, no 12,‎ 1868, p. 270-277 (lire en ligne, consulté le 21 avril 2021).
- Boucherie, « Étude sur les Hermèneumata du Ms. 306 de la bibliothèque de l'École de Médecine de Montpellier (partie 2) », Comptes rendus des séances de l'Académie des Inscriptions et Belles-Lettres, no 12,‎ 1868, p. 278-281 (hhttps://www.persee.fr/doc/crai_0065-0536_1868_num_12_1_67475, consulté le 21 avril 2021).
- Charte en langue vulgaire de l'Angoumois antérieure au XIIe siècle (1867)
- Cinq Formules rhythmées et assonancées du VIIe siècle (1867)
- Boucherie, A., Patois de la Saintonge : curiosités étymologiques et grammaticales, Angoulême, Imprimerie charentaise A. Nadaud, 1865, 136 p. (lire en ligne)
- Fragment de Valenciennes. Explication du mélange des mots latins et romans dont se compose cet ancien texte. (1860)
- Déclinaison de la langue d'oïl (par A. Boucherie)